# Czerwonka-Folwark
Czerwonka-Folwark [t͡ʂɛrˈvɔnka ˈfɔlvark] es un pueblo ubicado en el distrito administrativo de Gmina Wierzbno, dentro del Condado de Węgrów, Voivodato de Mazovia, en el este de Polonia central.